# Hubert Dolez

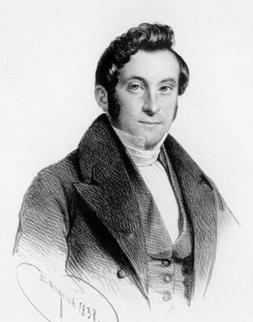
Hubert Dolez

Hubert Joseph Dolez (Bergen, 16 maart 1808 - Brussel, 17 maart 1880) was een Belgisch jurist en liberaal politicus.

## Levensloop
Hij was de zoon van de Bergense advocaat Jean-François Dolez en trad in de voetsporren van zijn vader. Dolez was doctor in de rechten en werd in 1829 benoemd aan de balie van zijn geboortestad. In 1836 werd hij advocaat aan het Belgische Hof van Cassatie te Brussel als opvolger van François-Joseph Redemans. Hij bleef er advocaat tot aan zijn dood in 1880. In 1853 werd Dolez benoemd tot stafhouder van de Orde van Advocaten aan het Hof van Cassatie, waardoor hij de politiek verliet, en oefende dit mandaat uit tot in 1857.
In 1836 volgde hij namens de liberalen Charles Blargnies op als lid van de Kamer van volksvertegenwoordigers voor het arrondissement Bergen en oefende dit mandaat uit tot in 1852. In de Kamer werd hij al snel verkozen als verslaggever van het Verdrag der XXIV artikelen dat in Londen werd afgesloten. Daarna was hij actief op het gebied van het onderwijs en vooral rond de schoolwet van 1842 die hij mee hielp opzetten.
Na een onderbreking van vier jaar keerde Dolez in 1857 terug naar de politiek om zijn parlementair werk voort te zetten. In dat jaar werd hij opnieuw verkozen tot volksvertegenwoordiger voor het arrondissement Bergen en bleef dit tot in 1870. Van 1867 tot 1870 was hij in opvolging van Ernest Vandenpeereboom voorzitter van de Kamer. Vervolgens zetelde hij van 1870 tot aan zijn overlijden in 1880 namens het arrondissement Brussel in de Belgische Senaat.
In 1875 werd Hubert Dolez benoemd tot minister van staat. Van 1861 tot 1864 was Dolez eveneens burgemeester van Ukkel waar een laan naar hem werd vernoemd.
Hubert Dolez was de jongere broer van François Dolez die eveneens advocaat en politicus was. Deze laatste was burgemeester van Bergen tussen 1866 en 1879. Dolez was gehuwd met Rosalie Legrand (1811-1878). Zijn zoon Hubert (1834-1898) werd diplomaat en was ambassadeur in Constantinopel. Een andere zoon, Victor, trad in zijn voetsporen en werd eveneens advocaat.

## Iconografie
Willem Geefs beeldhouwde in 1881 zijn portret als stafhouder van de Orde van Advocaten aan het Belgische Hof van Cassatie. Het beeld was in het bezit van de Koninklijke Musea voor Schone Kunsten van België. De buste kreeg een plaats in het Justitiepaleis van Brussel waar het bij een brand in 1945 werd vernield.